# Кезадра
Кезадра — пресное озеро на севере Тверской области в Удомельском районе. Расположено в 18 км северо-восточнее города Удомля, вытянуто в северо-восточном направлении. Имеет котловинное происхождение, впадают: река Песчанка, ручьи Кулика, Сосновик и более мелкие; вытекает река Кеза.
Площадь озера — 8,7 км², площадь водосбора — 120 км². Длина 6,6 км, наибольшая ширина 3,3, средняя — 1,32 км. Объём воды — 48 млн м³. Основная котловина озера имеет чрезвычайно сложный рельеф дна с глубокими (15-20 м) ямами, отмелями и островами Мотыль и Литвин.
На берегах лежат селения: Елейкино, Ханеево и опустевшие Березно и Вороново. Высота над уровнем моря — 166,1 м. С 1995 года озеро является памятником природы, существующие площадь и режим утверждены Постановлением правительства Тверской области от 11 июля 2024 года № 388-пп.